# 13817 Genobechetti
13817 Genobechetti è un asteroide della fascia principale. Scoperto nel 1999, presenta un'orbita caratterizzata da un semiasse maggiore pari a 3,2394322 UA e da un'eccentricità di 0,0326145, inclinata di 16,54740° rispetto all'eclittica.
L'asteroide è dedicato allo statunitense Geno Bechetti.